# بونتايانا
بلدية بونتايانا (بالإسبانية: Puntallana) هي بلدية تقع في مقاطعة سانتا كروث دي تينيريفه التابعة لمنطقة جزر الكناري جنوب غرب إسبانيا.

## الديموغرافيا
بلغ عدد سكان بلدية بونتايانا 2.416 نسمة عام 2011 (وفقاً للمعهد الوطني للإحصاء الإسباني).
| 2.201 | 2.205 | 2.308 | 2.424 | 2.407 | 2.460 | 2.416 |